# لویی بری
لویی مارک بری (انگلیسی: Louie Barry؛ زادهٔ ۲۱ ژوئن ۲۰۰۳) بازیکن فوتبال اهل بریتانیا است که به عنوان مهاجم و وینگر در لیگ یک فوتبال انگلستان، باشگاه فوتبال ایپسویچ تاون، به صورت قرضی از لیگ برتر فوتبال انگلستان، باشگاه فوتبال استون ویلا بازی می‌کند.
وی همچنین در تیم‌های ملی فوتبال زیر ۱۷ سال انگلستان، و زیر ۱۸ سال انگلستان بازی کرده‌است.